# Sam Ferris

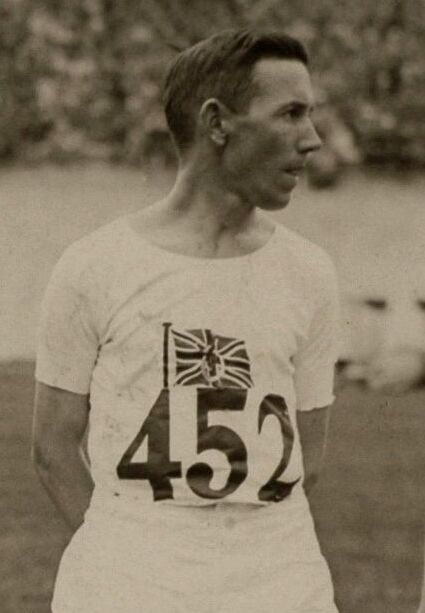
Sam Ferris in 1928

Sam Ferris, eigentlich Samuel Ferris, (* 29. August 1900 in Dromore, Banbridge (District); † 21. März 1980 in Torquay, Devon) war ein britischer Marathonläufer, der in den 1920er und frühen 1930er Jahren erfolgreich war.
Der 1,74 m große Athlet startete für die Shettleston Harriers und die Herne Hill Harriers.
Seinen ersten Marathonlauf bestritt Ferris im Jahr 1924. Anschließend gewann er dreimal in Folge die britische Meisterschaft:
- 1925 (2:35:59 h)
- 1926 (2:42:25 h)
- 1927 (2:48:47 h)

Ab 1928 veranstaltete Nordirland eigene Meisterschaften; hierbei gewann Ferris den Titel noch weitere fünf Mal (1928, 1929, 1931, 1932 und 1933).
Ferris stellte drei britische Landesrekorde auf:
- 2:35:58,2 h (1925)
- 2:35:27 h (1927)
- 2:33:00 h (1928)

Seine persönliche Bestleistung liegt bei 2:31:55,0 h, gelaufen 1932.
Ferris nahm an drei Olympischen Spielen teil. 1924 in Paris kam er unter 58 Teilnehmern (von denen nur 30 das Ziel erreichten) in 2:52:26,0 h auf einen respektablen fünften Platz, wobei er etwa vier Minuten Rückstand auf den Drittplatzierten hatte (es siegte der Finne Albin Stenroos in 2:41:22,6 h). 1928 in Amsterdam wäre er mit seiner im gleichen Jahr aufgestellten persönlichen Bestleistung von 2:33 in die Medaillenränge gekommen. Immerhin war er in 2:37:41 h erheblich schneller als in Paris, jedoch reichte diese Zeit nur für den achten Platz (Sieger war der für Frankreich startende Boughéra El Ouafi in 2:32:57 h). 1932 in Los Angeles war er indessen auf die Minute topfit: Mit 2:31:55 h lief er erneut persönliche Bestzeit und wurde dafür mit der Silbermedaille belohnt. Nur der Argentinier Juan Carlos Zabala war an diesem Tag in 2:31:36 h noch einige Sekunden schneller.
Einen weiteren großen Auftritt hatte bei den British Empire Games 1930 in Hamilton. Da Nordirland nicht teilnahm, startete er dort für England und gewann Silber hinter dem Schotten Duncan McLeod Wright. Seine Zeit wurde auf 2:47:13 h geschätzt (er hatte ca. 800 Yards Rückstand auf den Sieger).
Sam Ferris besuchte die Schule in Glasgow. Anschließend diente er 32 Jahre lang (1918–1950) bei der Royal Air Force. Darüber hinaus arbeitete er als Reporter für die Zeitung Athletics Weekly.